# Аверн
Аверн (фр. Avernes) је насељено место у Француској у региону Париски регион, у департману Долина Оазе.
По подацима из 2011. године у општини је живело 827 становника, а густина насељености је износила 66,32 становника/km².

## Демографија
| 1962. | 1968. | 1975. | 1982. | 1990. | 2011. |
| ----- | ----- | ----- | ----- | ----- | ----- |
| 477   | 491   | 602   | 715   | 704   | 827   |